# Mont Rinjani
Le mont Rinjani ou mont Rindjani, en indonésien Gunung Rinjani, est un volcan du Sud de l'Indonésie situé sur l'île de Lombok. Culminant à 3 726 mètres d'altitude, il est par l'élévation le deuxième volcan d'Indonésie, après le Kerinci.

## Géographie

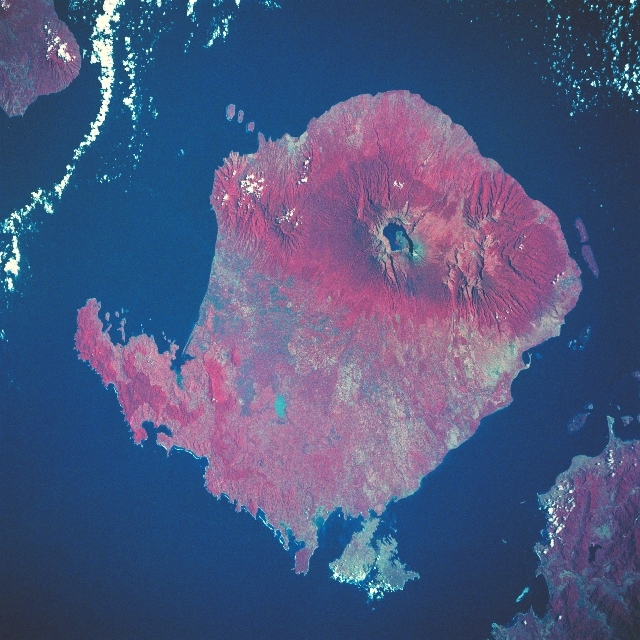
Image satellite dans l'infrarouge de l'île de Lombok avec le mont Rinjani identifiable par son lac de cratère.

Le mont Rinjani se trouve dans le Sud de l'Indonésie, sur l'île de Lombok dont il occupe le tiers nord. Il se présente sous la forme d'une montagne au sommet occupé par une caldeira de 8,5 kilomètres de longueur pour 6 kilomètres de largeur et orientée dans le sens est-ouest, la caldeira Segara Anak. C'est l'une des rares caldeira résultant de l'explosion et non de l'implosion de la chambre magmatique sous-jacente[réf. nécessaire]. Le rebord oriental de cette caldeira constitue le sommet du volcan qui culmine à 3 726 mètres d'altitude, soit le deuxième volcan le plus élevé d'Indonésie après le Kerinci sur Sumatra. L'intérieur de la caldeira est occupé par un lac de cratère, le lac Segara Anak, ainsi qu'un cône volcanique actif, le Barujari. Celui-ci s'est construit au cours des seize éruptions du mont Rinjani répertoriées depuis 1847. Ce dernier émet généralement des coulées de lave qui peuvent entrer dans le lac de cratère ainsi que des panaches volcaniques et des nuées ardentes.
Le mont Rinjani est inclus dans le parc national de Gunung Rinjani et offre des possibilités de randonnées sur ses pentes.

## Histoire

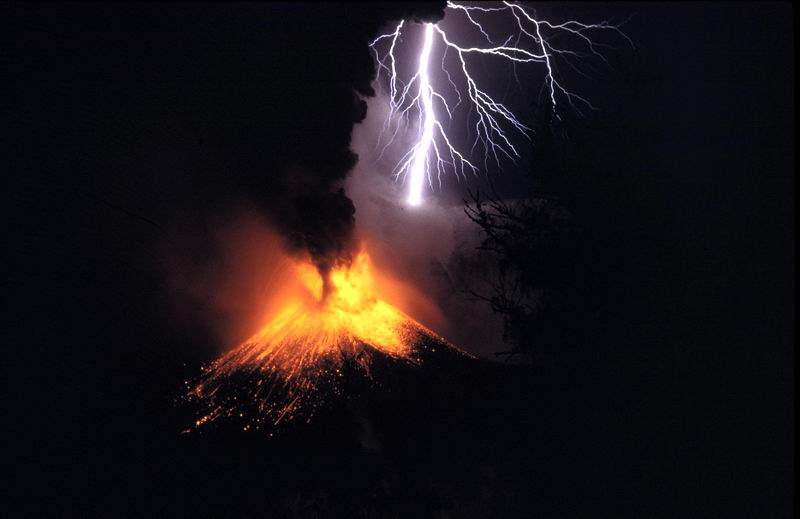
Vue nocturne du mont Rinjani en éruption en 1994, avec des fontaines et des coulées de lave ainsi que des éclairs.

Une éruption gigantesque a vraisemblablement eu lieu en 1257, entraînant très possiblement un refroidissement planétaire temporaire, réduisant les récoltes et entraînant famines et affaissements démographiques, au moins dans l'hémisphère nord,. La caldeira Segara Anak se serait formée par l'effondrement en 1257 du Samalas, un ancien stratovolcan gigantesque, culminant à environ 4 200 mètres d'altitude et de huit à neuf kilomètres de diamètre,. L'éruption aurait produit un panache volcanique atteignant 43 kilomètres d'altitude ainsi que des nuées ardentes ayant parcouru jusqu'à 25 kilomètres.
Avec un indice d'explosivité volcanique de 7, elle est qualifiée de « méga-colossale » et il semble qu'elle ait été la plus violente des 10 000 dernières années[réf. nécessaire].
L'île était à l'époque un royaume ayant pour capitale Pamalan, ensevelie comme le fut Pompéi et dont les restes se trouvent quelque part aujourd'hui sous le volcan. L'éruption a été identifiée en 2013, grâce à l'analyse des cendres volcaniques piégées dans les glaces de l'inlandsis du Groenland et récupérées par carottage.
La caldeira est à présent occupée par le lac Segara Anak, notamment dans sa partie occidentale. C'est sur son rebord oriental que s'élève le mont Rinjani, volcan encore actif culminant à 3 726 mètres d'altitude.
Il est depuis peu admis que cette éruption fut l'un des facteurs principaux, sinon le facteur principal, de la mise en place du petit âge glaciaire. Plus exactement, c'est l'éruption du volcan voisin en 1257, le mont Samalas, qui en est à l'origine.
La première éruption répertoriée du mont Rinjani eut lieu du 10 au 12 septembre 1847. Au total, vingt éruptions se sont produites sur le volcan, la dernière s'étant déroulée du 21 septembre au 4 octobre 2016.

## Ascension

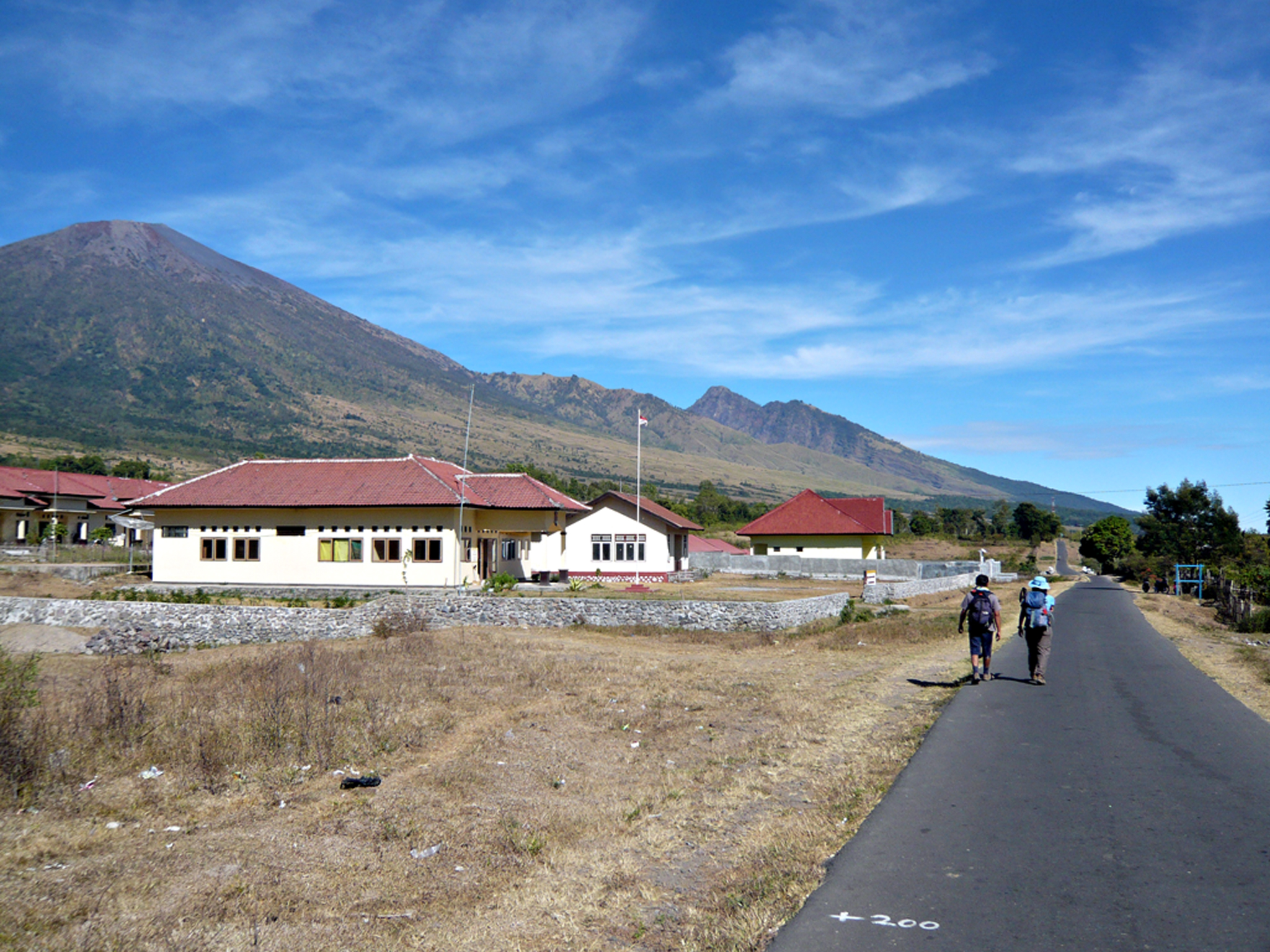
Sembalun Lawang, point de départ de l'ascension du Rinjani

L'ascension du mont Rinjani nécessite une très bonne forme physique même si elle ne comporte aucune difficulté technique particulière. La formule la plus classique consiste en un trek de trois jours, le sommet étant atteint le matin du deuxième jour. L'ascension nécessite les services d'un guide et d'un porteur pour deux personnes.

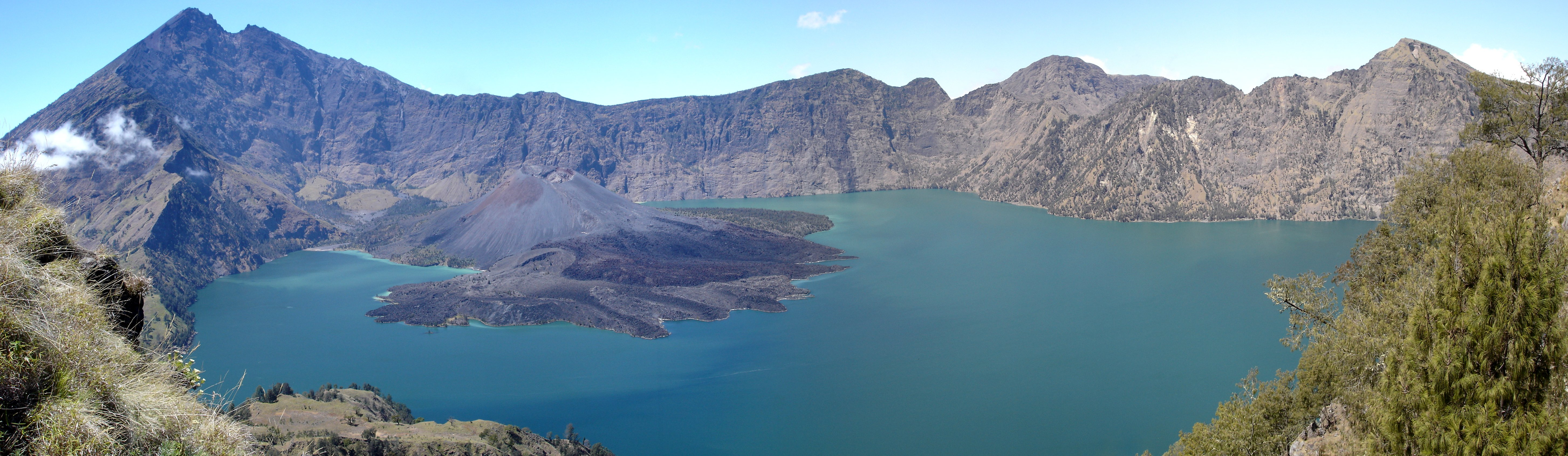
Vue panoramique de l'intérieur de la caldeira Segara Anak avec son lac de cratère et le Barujari, son cône actif, dominés par le mont Rinjani.